# Жизневський Тихон Ігорович
Тихон Ігорович Жизневський (нар. 30 Серпня 1988, Зеленоградськ, Калінінградська область) — російський актор театру і кіно.

## Біографія
З 1 по 9 клас навчався в школі Зеленоградська Калінінградської області. Мати Тихона, Олена Марксівна — викладач англійської мови в загальноосвітній школі м. Зеленоградська.
У 10-11 класах навчався в театральному класі Калінінградського Ліцею № 49.
У 2005—2009 рр навчався в Театральному інституті імені Бориса Щукіна на курсі Марини Пантелєєвої (1937—2009) і Валерія Фокіна.
З 2009 року працював актором Александрінського театру.
Дебютом в Олександринському театрі стало введення на роль учасника хору фіванців у виставу «Едіп-цар» Софокла (реж. Т. Терзопулос).

## Фільмографія
- 2006 — Дикуни — Ваня, студент
- 2007 — День гніву — Митька
- 2009 — На грі — «Довгий»
- 2010 — На грі 2. Новий рівень — «Довгий»[1]
- 2013 — Агент особливого призначення 4 — близнюки Кирило і Олег Ласкін
- 2013 — Ментовські війни 7 — Сергій Герасимов «Ганс», кілер
- 2014 — 7 футів під кілем — Паша Ушаков, головна роль
- 2020 — Вогонь — Максим Шустов, головна роль
- 2021 — Топі — Макс Кольцов
- 2021 — Майор Грім: Чумний Доктор — майор Ігор Гром